# Karlsborgsvägen

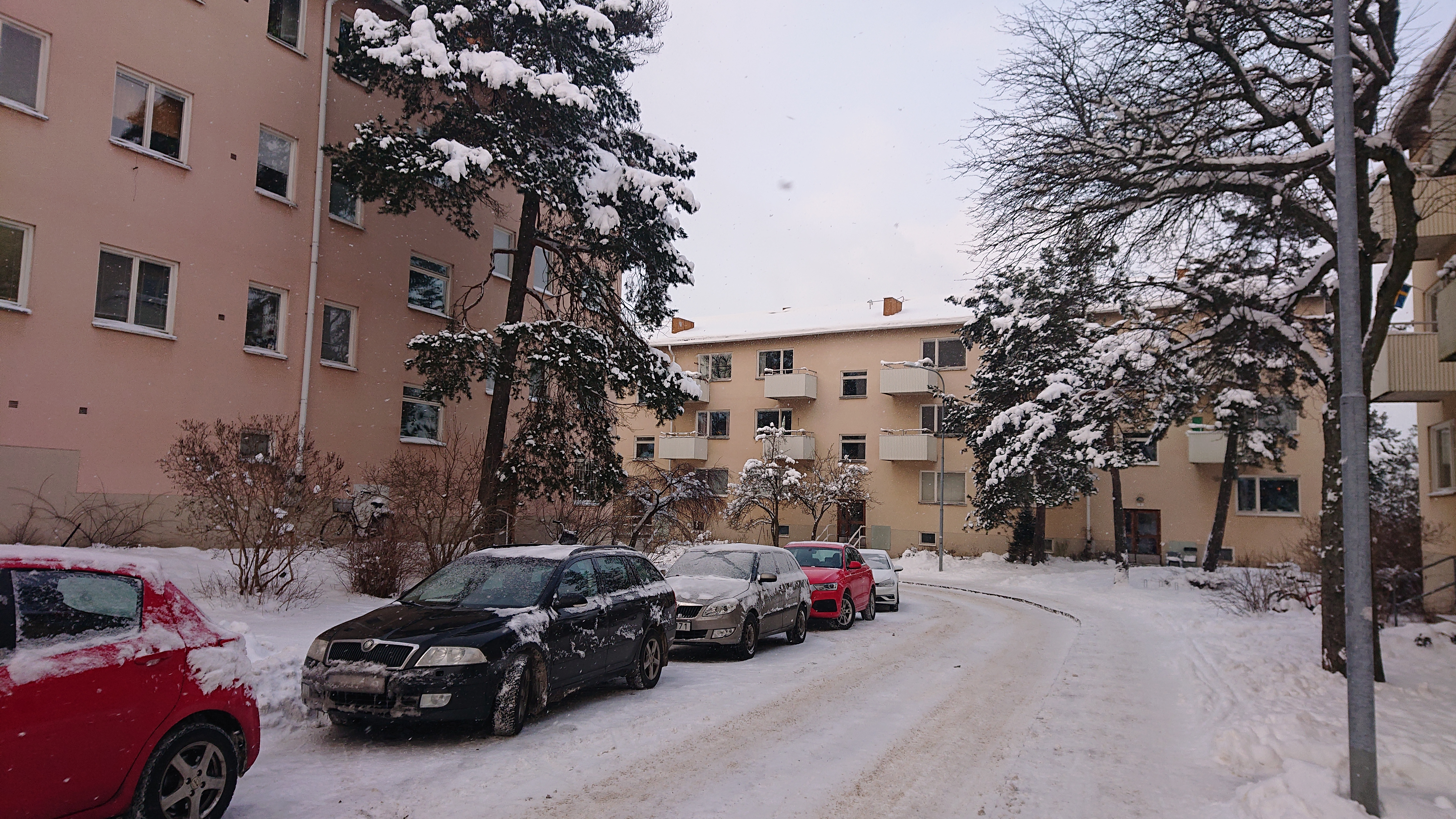
Kantstensparkering.

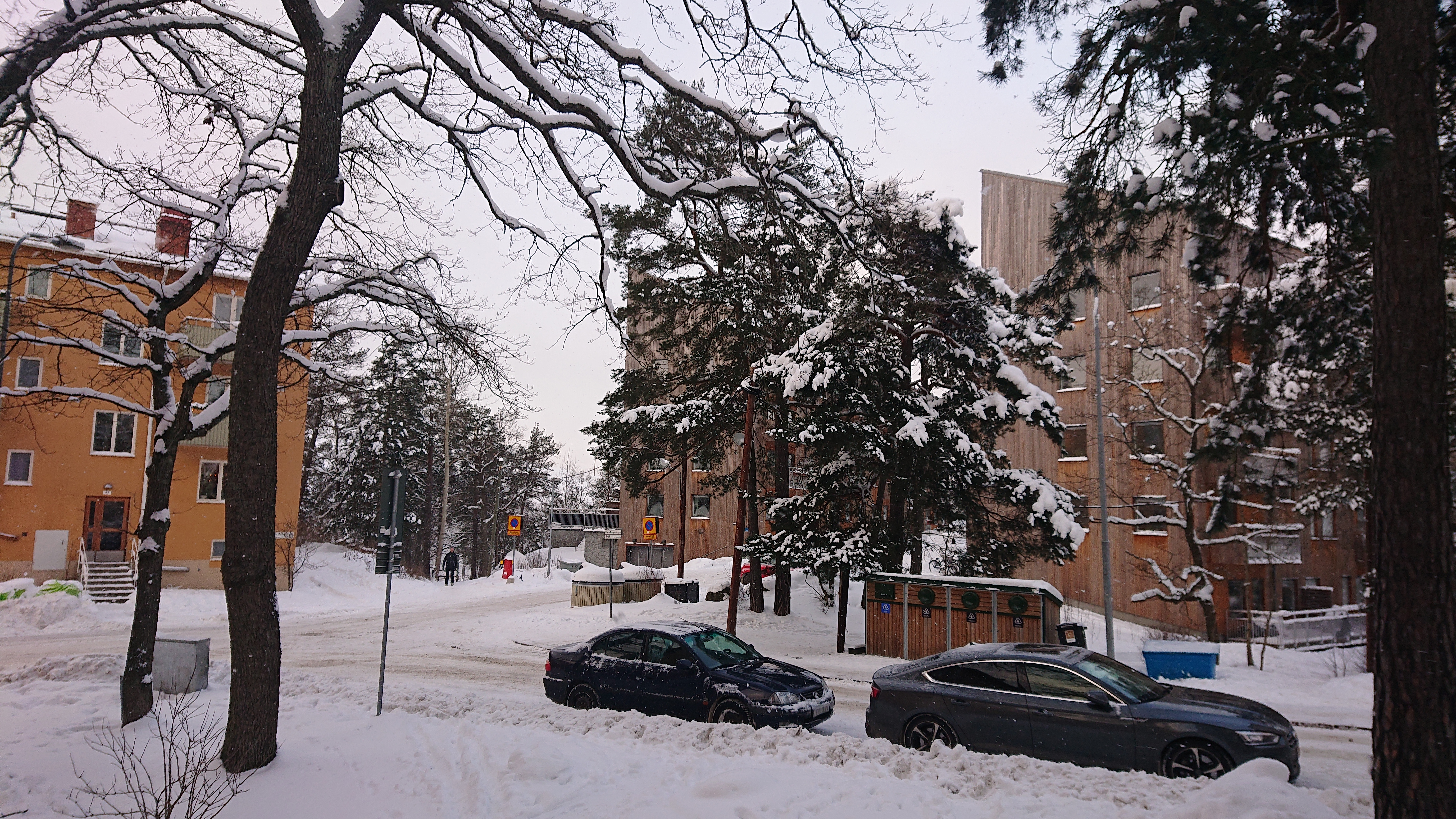
Korsningen Finn Malmgrens väg / Karlsborgsvägen.

Karlsborgsvägen är en gata i nordöstra Björkhagen i Stockholm. Gatan är en återvändsgata med vändplats och sträcker sig från Finn Malmgrens väg i norr. Karlsborgsvägen består av flera smalhus och gatan har kantstensparkering för bilar på ena sidan.
Gatan fick sitt nuvarande namn 1940 efter tätorten Karlsborg i Västergötland. 